# Komalên Ciwan

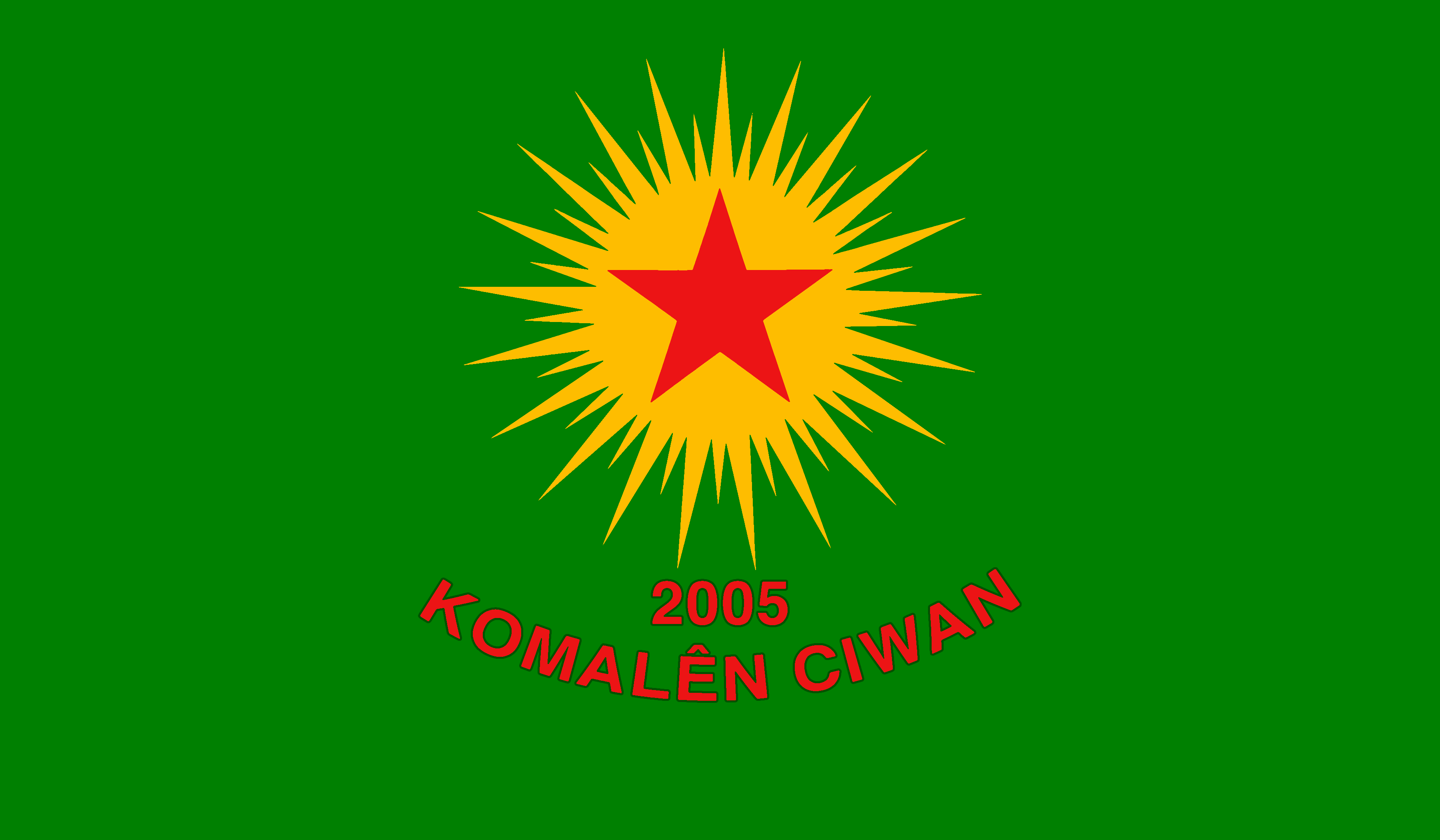
Komalên Ciwan

Komalên Ciwan ist der Jugendverband der verbotenen Untergrundorganisation Arbeiterpartei Kurdistans (PKK). Sie ging im Jahre 2005 aus der TECAK hervor (kurd.: Tevgera Ciwanên Azad a Kurdistanê, dt. „Bewegung der Freien Jugend Kurdistans“). Der Name „Komalên Ciwan“ bedeutet „Gemeinschaften der Jugend“.
Die Komalên Ciwan verüben vorwiegend Anschläge gegen türkische Einrichtungen.
Die Komalên Ciwan rief alle in Europa lebenden Kurden zum „radikalen, demokratischen und legalen Widerstand“ auf. Danach wurden mehrere Brandanschläge gegen türkische Einrichtungen in deutschen Städten verübt. Am 21. März 2007 verübten Mitglieder des Jugendverbands einen Anschlag gegen einen türkischen Verein in Göppingen. Vier gefasste Tatbeteiligte wurden wegen versuchten vierfachen Mordes und versuchter Brandstiftung zu mehrjährigen Haftstrafen verurteilt.
Sie ruft offen kurdische Jugendliche dazu auf, sich der Untergrundorganisation anzuschließen, um den Kampf gegen die Türkei und den Iran auszuweiten. So zum Beispiel am 11. Juli 2009: „Wir als kurdische Jugend müssen in diesem Kampf in der ersten Reihe Platz nehmen.“ Mitglieder der Komalen Ciwan verübten im Februar 2010 mehrere Brandanschläge gegen türkische Einrichtungen in Deutschland.